# Santa Isabel (Baja California)
Santa Isabel is een plaats in de Mexicaanse staat Baja California. De plaats heeft 22.007 inwoners (census 2005) en valt onder de gemeente Mexicali.
Santa Isabel is gelegen in de delta van de Colorado ten westen van de stad Mexicali, een kilometer ten zuiden van de grens met de Verenigde Staten. Het is de enige bewoonde plaats in Mexico die onder zeeniveau ligt, en wel drie meter.